# Marianne Schmidl
Marianne Schmidl (geboren 3. August 1890 in Berchtesgaden; gestorben im April 1942 im Ghetto Izbica) war eine österreichische Ethnologin und Bibliothekarin.

## Familie und Ausbildung
Die Eltern von Marianne Schmidl kamen aus zwei sehr gegensätzlichen Welten. Die Mutter, Maria Elisabeth Luise Friedmann (1858–1934), lebte in München, arbeitete hier für den Schriftsteller Paul Heyse und stammte mütterlicherseits aus einer bürgerlich-konservativ geprägten Künstlerfamilie. So war Mariannes Schmidls Urgroßvater der Maler Friedrich von Olivier, ein enger Freund von Julius Schnorr von Carolsfeld, ihre Urgroßonkel waren die ebenfalls künstlerisch tätigen Brüder Heinrich Olivier und Ferdinand Olivier. Der Vater Josef Bernhard Schmidl (1852–1916) war ein Gerichtsadvokat aus Wien, Sozialdemokrat und jüdischer Herkunft. Kurz vor der Heirat am 23. Juli 1889, die seitens der Familie Friedmann heftig abgelehnt wurde, konvertierte er zum Protestantismus.
Marianne kam als älteste von zwei Schwestern in Berchtesgaden zu Welt, wo die Familie ein Ferienhaus besaß. Sie wuchs jedoch in Wien auf und erhielt die damals für Mädchen bestmögliche Bildung. So besuchte sie von 1905 bis 1909 die fortschrittliche „Schwarzwaldschule“ der Pädagogin und Salonière Eugenie Schwarzwald. Die Matura legte sie Graz ab, wozu es keine näheren Quellen gibt.
Ab 1910 studierte Marianne Schmidl an der Universität Wien die Fächer Mathematik und Theoretische Physik. Im Wintersemester 1913/14 wechselte sie jedoch zur Ethnologie als Hauptfach, Anthropologie und Prähistorischen Archäologie als Nebenfächer. Kurz davor war sie dem Verein für Österreichische Volkskunde beigetreten und hatte sich mit „Flachsbau und Flachsbearbeitung in Umhausen“  erstmals ein volkskundliches Thema erarbeitet. Zu ihren Lehrern zählten Michael Haberlandt und Rudolf Pöch. 1916 wurde sie als erste Frau in Österreich in der Disziplin Völkerkunde promoviert. Unterstützung erhielt sie dabei auch von Pater Ferdinand Hestermann.

## Berufsleben
Nach dem Studium arbeitete Marianne Schmidl zunächst am Berliner Museum für Völkerkunde, wo sie erstmals mit ihrem Lebensthema, der afrikanischen Korbflechterei, in Berührung kam. Ab Herbst 1917 ging sie dann als „Assistentin für afrikanische Fragen“ zu Theodor Koch-Grünberg an das Linden-Museum nach Stuttgart. Nach einer kurzen Episode im Großherzoglichen Museum für Kunst und Kunstgewerbe in Weimar fand Marianne Schmidl länger keine adäquate Anstellung mehr. Michael Haberlandt stellte später die Frage, ob „die beiden Eigenschaften weiblich und jüdisch für die Besetzung einer Stelle innerhalb der Völkerkunde hinderlich waren“. Schließlich fand Marianne Schmidl wieder eine Stelle, allerdings nicht in ihrem ureigensten Metier: Von März 1921 an war sie an der Österreichischen Nationalbibliothek tätig und wurde 1924 zur Beamtin ernannt. Sie war an der Bibliothek als Referentin für Anthropologie, Naturwissenschaft, Mathematik und Medizin tätig. Daneben setzte sie ihre wissenschaftlichen Forschungen auf dem Gebiet der afrikanischen Kulturgeschichte fort, wobei sie sich insbesondere auf Korbflechterei spezialisierte. Ab 1926 arbeitete sie an einem Forschungsprojekt über afrikanisches Kunsthandwerk des Museums für Völkerkunde in Wien, das vom Sächsischen Forschungsinstitut für Völkerkunde in Leipzig finanziert wurde. In dessen Verlauf recherchierte sie in ethnographischen Museen in der Schweiz, Frankreich, England, Belgien, Deutschland und Italien. Eine mühevolle, kleinteilige Arbeit, die sie neben ihrem Brotberuf leistete.

## Karriereabbruch und Deportation
Nach dem „Anschluss“ Österreichs an das nationalsozialistische Deutsche Reich wurde Marianne Schmidl im Zuge der Repressionen gegen jüdische Beamte unter Halbierung ihrer Bezüge in den „dauernden Ruhestand“ versetzt. Ihr Forschungsprojekt konnte sie aus Krankheitsgründen nicht termingerecht zum Abschluss bringen, worauf der Projektleiter Otto Reche, ein überzeugter Nationalsozialist, von ihr die Rückzahlung von Fördermitteln verlangte. Im März 1939 musste sie ihre gesamten Arbeitsunterlagen abliefern, die Ergebnisse wurden nicht publiziert. Um die sogenannte Judenvermögensabgabe bezahlen zu können, war Marianne Schmidl gezwungen, im Familienbesitz befindliche Kunstwerke zu verkaufen. Freunde legten ihr nahe zu emigrieren, dazu fehlten ihr jedoch die finanziellen Mittel. Im April 1942 wurde sie in das in Polen liegende Ghetto Izbica und von dort vermutlich in die Konzentrationslager Belzec oder Sobibor deportiert, ihr letztes Lebenszeichen datiert vom Mai 1942. Die Umstände und das genaue Datum ihres Todes sind unbekannt. 1950 wurde Marianne Schmidl für tot erklärt.

## Marianne Schmidls Kunstbesitz und dessen Restitution

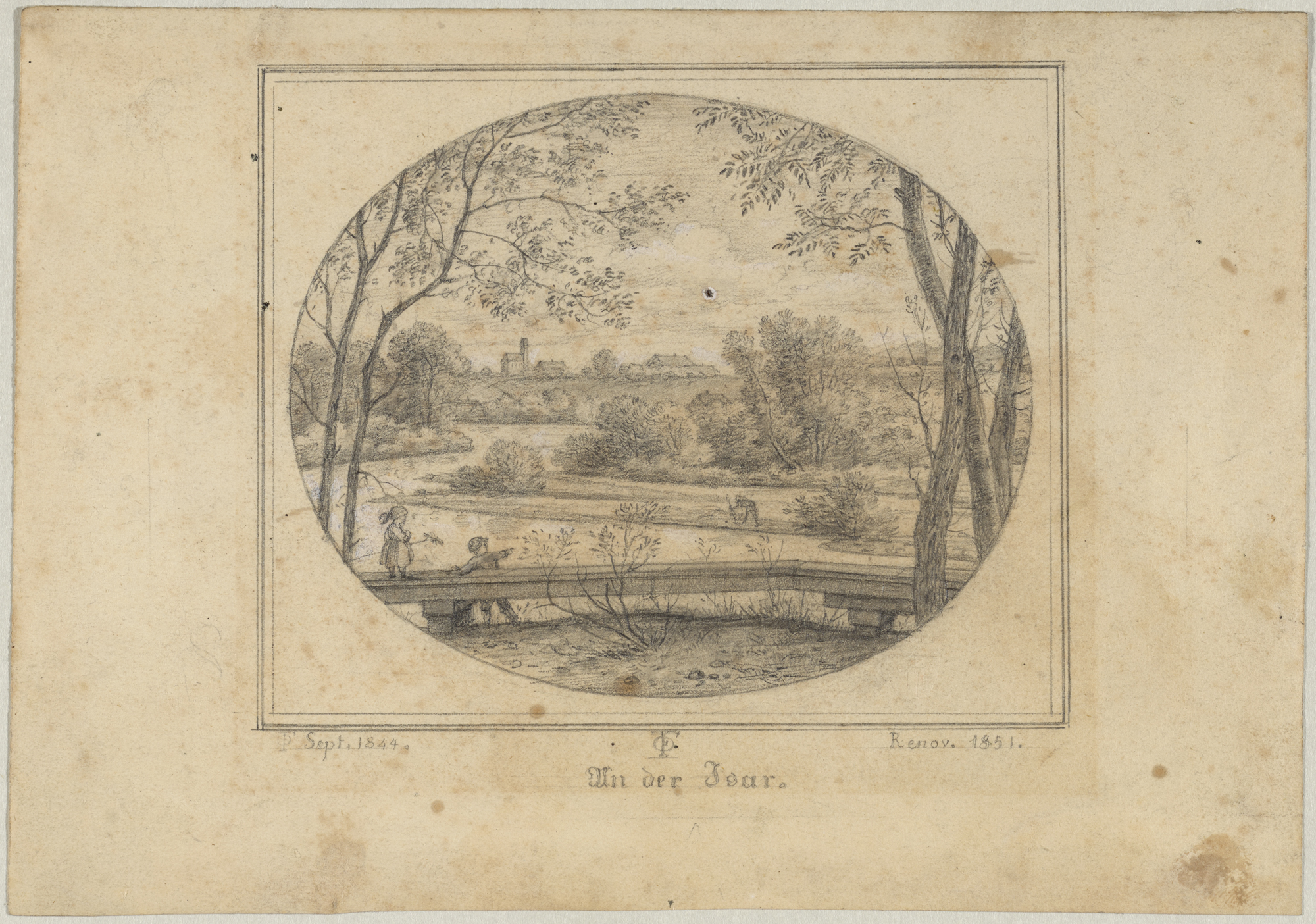
An der Isar, Zeichnung von Friedrich Olivier 1844, restituiert vom Münchner Lenbachhaus

Marianne Schmidl ist heute nicht nur als erste promovierte Ethnologin Österreichs im Gedächtnis, sondern auch weil sie – im Zuge der 1998 auf der Washingtoner Konferenz gefassten Grundsätze zur Restitution von Raubkunst – als ursprüngliche Besitzerin vieler in verschiedenen Museen verstreuter Zeichnungen der Brüder Olivier und Julius Schnorr von Carolsfeld ausgemacht werden konnte.
Nach dem Tod der Mutter 1934 erbte sie, da die Schwester Franziska (1891–1925) bereits gestorben war, die gesamte Familiensammlung von Zeichnungen der Brüder Olivier und von Schnorr von Carolsfeld. Es war der Wunsch der Mutter, dass sie einmal einer „Kunstanstalt“ vermacht würde, damit sie der Allgemeinheit erhalten bliebe. Nach dem „Anschluss“ Österreichs war Marianne Schmidl gezwungen am 30. September 1938 eine Vermögensanmeldung über ihren Kunstbesitz einzureichen, der nun versteuert werden musste. Die Sonderabgaben für Juden, die Rückzahlung der Fördergelder für ihre Forschung, das reduzierte Gehalt, all das ließen Maria Schmidl keine andere Wahl, als die Sammlung von Zeichnungen zu verkaufen. Die Abwicklung übernahm ihr verwitweter nicht-jüdischer Schwager Karl Wolf, der das Konvolut dem Wiener Händler Christian M. Nebehay brachte, der sie wiederum an das Leipziger Aktionshaus C. G. Boerner weiterreichte. Dort wurden am 28. April 1939 19 Blätter anonym als „Sammlung W“ (heute identifiziert als „Sammlung Wolf“, was schließlich die Zuordnung zu Marianne Schmidl ermöglichte) versteigert.
Die Albertina in Wien entdeckte durch eigene Provenienzforschung 8 Blätter von Friedrich Olivier, die sie 2013 an die Erben der Familie zurückgab. 2014 folgten zwei weitere Zeichnungen von Olivier aus dem Kupferstichkabinett Berlin, 2015 zwei Blätter aus dem Kupferstichkabinett in Dresden, 2016 das Blatt Zweig mit welken Blättern von Julius Schnorr von Carolsfeld aus der National Gallery of Art, sowie 2019 je eine Zeichnung von Friedrich und von Ferdinand Olivier aus dem Bestand des Lenbachhauses in München.
Es wurde bekannt, dass die restituierte Zeichnung Welke Ahornblätter von Friedrich Olivier 2014 bei der Versteigerung im Berliner Auktionshaus Bassenge anstatt der veranschlagten 120.000 Euro 2,6 Millionen einbrachten, der Zweig mit welken Blättern von Julius Schnorr von Carolsfeld, Schätzpreis 450.000 Euro, wurde für 1,7 Millionen ersteigert.

## Schriften (Auswahl)
- Flachs-Bau und Flachs-Bereitung in Umhausen. In: Zeitschrift für Österreichische Volkskunde. Band 19, 1913, S. 122–125.
- Zahl und Zählen in Afrika. In: Mitteilungen der Anthropologischen Gesellschaft in Wien, Band 45, 1915, S. 166–209. Diese Arbeit (Dissertation) war grundlegend für einen neuen Ansatz, der damit Schluss machte, die Mathematik als eine universelle, von Kultur und Gesellschaft unabhängige Wissenschaft zu betrachten. Sie konstatierte, dass es vielmehr völlig andere Arten und Ausdrucksformen des Zählen und Rechnens gibt[16]. So konnte sie bereits mit ihrer Doktorarbeit in der akademischen Welt Ansehen erwerben.
- Altägyptische Techniken an afrikanischen Spiralwulstkörben. In: Festschrift für Wilhelm Schmidt, (SVD), S. 645–654.
- Die Grundlagen der Nilotenkultur. In: Mitteilungen der Anthropologischen Gesellschaft in Wien. Band 65, 1935, S. 86–125. (Der letzte von ihr veröffentlichte Aufsatz)
- (Posthum) Afrikanische Spiralwulstkörbe. In: Katja Geisenhainer: Maria Schmidl (1890-1942), Leipzig 2005, S. 265–339.